# Mikhail Sivakov
Mikhail Sivakov, né le 16 janvier 1988 à Minsk, est un footballeur international biélorusse. Il évolue au poste de milieu de terrain dans le club du FK Orenbourg.

## Biographie
Mikhail Sivakov commence sa carrière au Smena Minsk, avant de rejoindre en janvier 2003 le BATE Borissov, club le plus titré du pays. Après deux années passées en équipe réserve, il intègre le groupe professionnel, et commence à jouer régulièrement à partir de 2008.
Le 31 janvier 2009, il signe un contrat de quatre ans avec le Cagliari Calcio, où il ne joue quasiment pas, ne faisant ses débuts en Serie A que le 8 novembre 2009 contre la Sampdoria. Cagliari décide alors de le prêter au Piacenza Calcio en janvier 2010. Là-bas, il dispute une quinzaine de matches en deuxième division, avant de revenir à Cagliari, qui ne souhaite pas le conserver dans son effectif.
Ainsi, le 28 janvier 2011, il est prêté une nouvelle fois, au Wisła Cracovie en Pologne, avec lequel il remporte le championnat.
Le 25 août, Cagliari le cède définitivement au SV Zulte Waregem. En Belgique, Mikhail Sivakov joue peu, et choisit en août 2012 de revenir dans son pays. Il est prêté dans son club formateur, le BATE Borissov, qui dispute la Ligue des champions. En janvier 2013, il est transféré définitivement par le club biélorusse.

## Palmarès
Biélorussie espoirs
- Troisième de l'Euro espoirs en 2011.

 BATE Borisov
- Champion de Biélorussie en 2006, 2007, 2008 et 2012
- Vainqueur de la Coupe de Biélorussie en 2006.
- Vainqueur de la Supercoupe de Biélorussie en 2013.

 Wisła Cracovie
- Champion de Pologne en 2011.